# 神聖かまってちゃん
神聖かまってちゃん（しんせいかまってちゃん、英語: Shinsei Kamattechan、英略：SKC）は、日本のロックバンド。所属事務所およびレーベルはパーフェクトミュージック。略称は「かまってちゃん」。

## メンバー
の子（1985年6月16日 - ）（40歳）- ボーカル・ギター・ヴォコーダー担当。
全曲の作詞・作曲を手掛けている。

mono（1985年12月16日 - ）（39歳）- キーボード・ヴォコーダー担当。
バンドのリーダー。
の子とは幼稚園時代からの知り合い。ちばぎんとは小3の少年野球チームで仲良くなった。高校の頃ちばぎんとバンドを組んでいたこともあった。元はドラマーとしてバンドに加入した。
曲によってギターやパーカッションを担当することもある。
2013年3月16日にファンである一般人と結婚式をあげ、その模様をニコニコ生放送で配信した。なお2017年10月、離婚している。

みさこ（1985年10月11日 - ）（39歳）- ドラムス担当。
大学卒業後、保険会社で仕事をしながら活動していた「月曜猫」というバンドのメンバー募集を「with9」で行っていたところ、逆にの子に声をかけられて加入。

ユウノスケ（1999年11月16日 - ）（25歳）- ベース担当。
元々はファンであり、ファン時代にはライブで飛び入り参加し、「犯罪者予備君」のギターを演奏したこともある。ちばぎん脱退後のサポートメンバー募集により加わった。
2020年3月27日、『電脳サイバーパンクツアー』よりライブのサポートメンバーとして参加。2021年3月17日、の子がP丸様。に楽曲提供、神聖かまってちゃんが演奏で参加した「とっても大好きっ！」よりレコーディングに参加。2023年10月25日、アーティスト写真やベストアルバム『聖なる交差点』のジャケットで他のメンバーと一緒に写るようになる。2024年5月24日、満を持して正式メンバーとして加入。
使用ベース
- Crews maniac sound NPB
- 赤色のプレシジョンベースで、ピックアップをK&T P-64、ブリッジをBADASSのものに変更するなどのカスタマイズを施している。

### サポートメンバー
萩谷 真紀夫（まきお、1983年8月8日 - ）（42歳）- エンジニア・シンセサイザー・ヴォコーダー・ギター、鉄琴。
ライブでは外部音源との同期、スタジオ録音の際にはDTMの調整などを行う。
柴由佳子 - ヴァイオリン。
バンド、チーナのメンバーであり、アレンジのアドバイスをすることもある。

### 旧メンバー
ちばぎん（1985年12月11日 - ）（39歳）- ベース・コーラス担当。
高校卒業後にドラムのヘルプとして参加。その後、の子の「女メンバーが欲しい」との希望でみさこが加入したためそれまで一度も弾いたことがなかったベースを担当することになった。
加入以前、ピックアップゴールドという自身のバンドのフロントマン（Vo.&Gt.）であったが、2009年5月にバンドが解散し、正式メンバーとなった。
マキシマム ザ ホルモンのファンで、対バンライブ『オヤジ狩られTOUR 2012』ではスタッフを通じてメンバーにサインを求めた。
2019年5月に配信においてバンドからの脱退を発表。第2子が生まれ、音楽で食べていけないことを理由に挙げている。2020年のツアーファイナルをもって脱退。
使用ベース
- Fender 60th Anniversary Precision Bass
2011年頃から長らくメインとして使用していた。ボディにスェンダーと書いてあるのが特徴でちばぎんのトレードマークともなっていた。ボディ裏にはアダルトゲーム『キラ☆キラ』のイラストが描かれている。これはベースを購入した際に、ゲームの開発元であるOVERDRIVE本社を訪れ、キャラクターデザインを行った片倉真二に描いてもらったもの。

### デビュー前のメンバー
あべしょー（1984年9月19日 - ）（40歳）- ギター・ベース。
現在はニコラ津山としてニコ生やkick等
インターネット配信をしている
サンシロー（サンシロウ）- ベース。

## 来歴
の子、mono、ちばぎんは幼稚園の同級生であったが、monoは別のクラスで2人と関わることは無かった。3人は同じ小学校へ入学し、の子は転校。その後、monoとちばぎんは野球クラブで親しくなり、同じ中学校へ入学する。東京学館高等学校へ進学したmonoはの子と再会するが、しばらくしての子は高校を中退。それまで組んでいたバンドを解散したmonoは、の子が活動していたバンド「びばるげばる物語」に加入した。後にバンド名を「びばるげばる書店」、「うっそぴょん」と改名し、高校卒業後の2005年にちばぎんを勧誘。
2007年12月頃、バンド名を神聖かまってちゃんと命名し、2008年結成。下北沢屋根裏や渋谷屋根裏、その他都内のライブハウスを中心にライブ活動を始めた。同年、の子が2ちゃんねるでの宣伝、楽曲の発表、StickamやPeerCastでのストリーミング配信を始める。10月にみさこが加入。2009年、一般公募枠にてサマーソニック2009に出演。2010年2月、TSUTAYAで『ロックンロールは鳴り止まないっ』の無料レンタルを開始、次いでiTunes Storeでの無料配信も開始。3月10日にパーフェクトミュージックから1stミニアルバム『友だちを殺してまで。』をリリースし、第3回CDショップ大賞の準大賞を受賞。スペースシャワーTVのPower Push！に選出。28日にはNHKのMUSIC JAPANで初のテレビ出演。 8月8日サマーソニック2010に出演。2ndアルバム『つまんね』でワーナーミュージック・ジャパン・unBORDEレーベルよりメジャーデビュー。
2011年2月25日、東京・SHIBUYA-AXでももいろクローバーとのライブイベント「HMV THE 2MAN 〜みんな仲良くできるかな?編〜『ももクロとかまってちゃん』」を敢行。同年3月、バンドとして最大規模の両国国技館でのライブが行われる予定であったが、東日本大震災の影響により中止となる。これを受けて全公演無料の全国ツアーを行う。同年4月には入江悠監督の『劇場版 神聖かまってちゃん ロックンロールは鳴り止まないっ』が公開され、「エリオをかまってちゃん」名義でアニメ『電波女と青春男』とタイアップ。同年8月29日、TBS系列の音楽番組『カミスン!』に出演。テレビカメラになるとを貼り付けるなどの奇行が話題となり、翌日に4thアルバム『8月32日へ』がオリコンデイリーチャートで初登場4位を記録。
2015年6月24日、初のベスト・アルバム『ベストかまってちゃん』を発売。
2017年3月31日、ポニーキャニオンへの移籍を発表。しかし、翌日の4月1日ポニーキャニオンへの移籍はエイプリルフールネタであり、一作品限りのレンタル移籍だという事を公式ホームページで明かす。同社の製作するテレビアニメ『進撃の巨人 Season 2』のエンディングテーマ「夕暮れの鳥/光の言葉」を発売するのに伴うもので、タイアップは原作者諫山創の強い希望によるもの。
2020年1月8日に、10thアルバム『児童カルテ』を発売後、1月13日に行われた「東京・Zepp DiverCity TOKYO公演」をもって、ちばぎんがバンドから脱退。12月6日には、同日放送開始の「進撃の巨人 The Final Season」の初オンエアにて「僕の戦争」がオープニングテーマに起用されたことが発表され、12月8日にTV sizeでリリースされた。
2021年2月21日、「僕の戦争」のフルバージョンが配信リリースされ、2月22日付のオリコンデイリーデジタルシングルランキングや、3月8日付のBillboard JAPANダウンロード・ソング・チャート“Download Songs”など複数の音楽チャートで首位を記録。
2024年5月24日、ちばぎん脱退以降サポートベーシストとして参加していたユウノスケが正式メンバーとして加入し、6月26日に「ヨゾラノ流星群」を配信リリース。
2025年1月22日に約5年ぶりとなる11枚目のアルバム『団地テーゼ』をリリース、同年1月31日に、ソニー・ミュージックが運営するYouTubeチャンネルTHE FIRST TAKEに初出演し、「ロックンロールは鳴り止まないっ」を、2月12日には「ヨゾラノ流星群」を一発撮りで披露した。
2025年7月21日、の子が帯状疱疹と診断され、療養のため一時活動休止することを発表。

## ディスコグラフィ

### CDシングル
|               | 発売日                   | タイトル              | 規格品番   | オリコン最高位 | 収録アルバム               | 備考                                          |
| ------------- | ------------------------ | --------------------- | ---------- | -------------- | -------------------------- | --------------------------------------------- |
| 1st           | 2010年7月7日             | 夕方のピアノ          | XQFL-91001 | 27位           | 『ベストかまってちゃん』   | 4000枚限定シングル                            |
| 限定          | 2010年12月22日           | 映画/夕暮れメモライザ | LCS-522    | 未公表         | 『8月32日へ』              | 『つまんね』『みんな死ね』W購入者限定シングル |
| 限定          | 2011年4月1日             | レッツゴー武道館っ!☆  | PMFL-0002  | 未公表         | 未収録                     | ライブ会場配布シングル                        |
|               | 2011年4月27日            | Os-宇宙人             | KICM-3232  | 15位           | 『ベストかまってちゃん』   | 「エリオをかまってちゃん」名義                |
| 2012年3月28日 | 夢のENDはいつも目覚まし! | WPCL-11062            | 28位       | 未収録         | 「B.B.かまってちゃん」名義 |                                               |
| 2nd           | 2012年10月10日           | 知恵ちゃんの聖書      | WPCL-11230 | 20位           | 『楽しいね』               |                                               |
| 3rd           | 2014年4月9日             | フロントメモリー      | WPCL-11579 | 20位           | 『英雄syndrome』           | 4946枚限定シングル                            |
| 4th           | 2014年6月25日            | ズッ友                | WPCL-11853 | 34位           | 『英雄syndrome』           | 5963枚限定シングル                            |
| 5th           | 2017年5月24日            | 夕暮れの鳥/光の言葉   | PCCA-04531 | 40位           | 『幼さを入院させて』       |                                               |

### 配信シングル
|      | 発売日         | タイトル                                                      | 規格品番   | 収録アルバム                    |
| ---- | -------------- | ------------------------------------------------------------- | ---------- | ------------------------------- |
| 1st  | 2014年5月28日  | ロボットノ夜                                                  | WPDH-10284 | 『英雄syndrome』                |
| 2nd  | 2017年4月1日   | 光の言葉                                                      | PCSP-02236 | 『幼さを入院させて』            |
| 2nd  | 2017年4月2日   | 夕暮れの鳥 (TV size)                                          | PCSP-02234 | 『幼さを入院させて』            |
| 3rd  | 2018年5月11日  | 夏空サイダー (Short Edit) ［東京都出身 20才 女性 Vocal Ver.］ | 未公表     | 『ツン×デレ』                   |
| 4th  | 2019年8月11日  | ディレイ                                                      | 未公表     | 『児童カルテ』                  |
| 5th  | 2019年10月11日 | 毎日がニュース                                                | 未公表     | 『児童カルテ』                  |
| 6th  | 2020年12月8日  | 僕の戦争 (TV size)                                            | PCSP-03301 | 『聖なる交差点』 『団地テーゼ』 |
| 6th  | 2021年2月22日  | 僕の戦争                                                      | PCSP-03410 | 『聖なる交差点』 『団地テーゼ』 |
| 7th  | 2023年1月30日  | 魔女狩り feat.GOMESS                                          | 未公表     | 『団地テーゼ』                  |
| 8th  | 2023年8月23日  | フロントメモリー feat. ACAね(ずっと真夜中でいいのに。)        | 未公表     | 『聖なる交差点』                |
| 9th  | 2023年9月27日  | 僕は頑張るよっ feat. ano                                      | 未公表     | 『聖なる交差点』                |
| 10th | 2023年10月25日 | グロい花 feat. 戸川純                                         | 未公表     | 『聖なる交差点』                |
| 11th | 2024年6月26日  | ヨゾラノ流星群                                                | 未公表     | 『団地テーゼ』                  |
| 12th | 2024年10月16日 | カエルのうた                                                  | 未公表     | 『団地テーゼ』                  |

### レコードシングル
| 発売日         | タイトル            | 規格品番 | 規格                    | 備考 |
| -------------- | ------------------- | -------- | ----------------------- | ---- |
| 2021年11月27日 | 僕の戦争/夕暮れの鳥 | CMRS-148 | 7インチアナログレコード |      |

### EP
| 発売日         | タイトル                                | 規格                   | 備考                                                                                             |
| -------------- | --------------------------------------- | ---------------------- | ------------------------------------------------------------------------------------------------ |
| 2024年11月20日 | 全世界のカスどもへ乾杯/夏のバンド練習っ | デジタル・ダウンロード | 配信限定。「全世界のカスどもへ乾杯」は『団地テーゼ』収録、「夏のバンド練習っ」はアルバム未収録。 |

### フル・アルバム
|      | 発売日              | タイトル             | 規格品番                                      | オリコン最高位 |
| ---- | ------------------- | -------------------- | --------------------------------------------- | -------------- |
| 1st  | 2010年3月10日（CD） | 友だちを殺してまで。 | XQFL-1014                                     | 43位           |
| 1st  | 2025年6月11日（LP） | 友だちを殺してまで。 | TBV-0082                                      |                |
| 2nd  | 2010年12月22日      | つまんね             | WPCL-10886                                    | 16位           |
| 3rd  | 2010年12月22日      | みんな死ね           | XQFL-1016                                     | 17位           |
| 4th  | 2011年8月31日       | 8月32日へ            | WPCL-10988                                    | 9位            |
| 5th  | 2012年11月14日      | 楽しいね             | WPCL-11239                                    | 31位           |
| 6th  | 2014年9月10日       | 英雄syndrome         | WPZL-30898（初回限定盤） WPCL-11951（通常盤） | 20位           |
| 7th  | 2016年7月6日        | 夏.インストール      | WPCL-12382                                    | 28位           |
| 8th  | 2017年9月6日        | 幼さを入院させて     | WPZL-31358（初回限定盤） WPCL-12718（通常盤） | 27位           |
| 9th  | 2018年7月4日        | ツン×デレ            | WPCL-12890                                    | 36位           |
| 10th | 2020年1月8日        | 児童カルテ           | WPCL-13156                                    | 18位           |
| 11th | 2025年1月22日       | 団地テーゼ           | XQFL-1037                                     | 59位           |

### ベスト・アルバム
|     | 発売日         | タイトル             | 規格品番                                      | オリコン最高位 | 備考 |
| --- | -------------- | -------------------- | --------------------------------------------- | -------------- | ---- |
| 1st | 2015年6月24日  | ベストかまってちゃん | WPZL-31016（初回限定盤） WPCL-12088（通常盤） | 28位           |      |
| 2nd | 2023年11月15日 | 聖なる交差点         | WPZL-32102（初回限定盤） WPCL-13521（通常盤） | 36位           |      |

## タイアップ一覧
| 起用年 | 楽曲                   | タイアップ                                                         | 収録作品                                              |
| ------ | ---------------------- | ------------------------------------------------------------------ | ----------------------------------------------------- |
| 2011年 | Os-宇宙人              | TVアニメ「電波女と青春男」オープニングテーマ                       | 「Os-宇宙人」 『ベストかまってちゃん （初回限定盤）』 |
| 2012年 | ドレミファだいじょーぶ | TVドラマ『エアーズロック』主題歌                                   | 「夢のENDはいつも目覚まし!」                          |
| 2015年 | 自分らしく             | 劇場版「女子の事件は大抵、トイレで起こるのだ。」エンディングテーマ | 『ベストかまってちゃん』                              |
| 2016年 | 僕ブレード             | 「Right-On夏の衝撃祭2016」CMソング                                 | 『夏.インストール』                                   |
| 2017年 | 夕暮れの鳥             | TVアニメ「進撃の巨人 Season 2」エンディングテーマ                  | 『幼さを入院させて』                                  |
| 2017年 | 光の言葉               | AbemaTV「AbemaPrime」5月度エンディングテーマ                       | 『幼さを入院させて』                                  |
| 2021年 | 僕の戦争               | TVアニメ「進撃の巨人 The Final Season」オープニングテーマ          | 『聖なる交差点』 『団地テーゼ』                       |

## 劇場版 神聖かまってちゃん ロックンロールは鳴り止まないっ
神聖かまってちゃんとその曲をモチーフに、人間模様を描いた群像劇。

### 出演者
- 成田美知子 - 二階堂ふみ
- 飯島かおり - 森下くるみ
- 宇治清高
- 三浦由衣
- 坂本達哉
- 中村育二
- 大沼百合子
- 大西信満
- 佐野和宏
- 内田慈
- 片山瞳
- 吉田ウーロン太
- 辻本耕志
- 宇野祥平

- 坂井真紀（特別出演）
- 中尾憲太郎
- 磯部涼
- 泉カイ
- 駒木根隆介
- 水澤紳吾
- 川屋せっちん
- 鈴木なつみ
- いせゆみこ
- 劔樹人
- 野間口徹
- 堀部圭亮
- 神聖かまってちゃん

### スタッフ
- 監督・脚本・編集 - 入江悠
- 主題歌・劇中歌 - 神聖かまってちゃん
- プロデューサー - 布川均、齋見泰正、大槻貴宏、直井卓俊、大野敦子、野村一英、坪屋有紀、入江悠
- ラインプロデューサー - 金森保
- 撮影・照明 - 三村和弘
- 録音 - 清水オサム
- 美術 - 原尚子
- 衣裳 - 篠塚奈美
- ヘアメイク - 百瀬広美
- 助監督 - 吉田亮
- 制作担当 - 田辺正樹
- 音楽 - 池永正二
- 整音・効果 - 山本タカアキ
- VFX - クワハラマサシ
- 仕上担当 - 田巻源太
- スチール - タイコウクニヨシ
- メイキング - 手塚一紀
- 製作 - 大柳英樹、木内隆之、鈴木竜馬、坂本雅司、山崎浩一
- 劇場版神聖かまってちゃん製作委員会（ポニーキャニオン、MUSIC ON! TV、トリウッド、SPOTTED PRODUCTIONS、ワーナーミュージック・ジャパン、シネグリーオ、パルコ、ノライヌフィルム）
- 企画 - 直井卓俊
- 制作プロダクション - シネグリーオ
- 配給 - SPOTTED PRODUCTIONS
- 配給協力 - アップリンク
- 協力 - ドワンゴ、ニコニコ動画

## 出演

### 映画
- モテキ（2011年9月23日、東宝、大根仁監督）
- 新しい戦争を始めよう（2012年、竹内道宏監督） - ちばぎんのみ出演
- わらわれもしない（2012年、佐藤福太郎監督） - ちばぎんのみ出演
- SRサイタマノラッパー ロードサイドの逃亡者（2012年、入江悠監督） - mono、劔（マネージャー）出演

### その他
- 人類皆かまってちゃん（2021年8月30日 - 2021年10月18日、LINE NEWS VISION、竹内道宏監督）

## 受賞とノミネート
| 年     | ノミネート対象       | 賞                                                        | 結果       |
| ------ | -------------------- | --------------------------------------------------------- | ---------- |
| 2011年 | 友だちを殺してまで。 | 第3回CDショップ大賞 準大賞                                | 受賞       |
| 2021年 | 僕の戦争             | 令和アニソン大賞 アーティストソング賞                     | ノミネート |
| 2022年 | 僕の戦争             | クランチロール・アニメアワード 最優秀オープニングテーマ賞 | 受賞       |

## 主なライブ

### ワンマンライブ・主催イベント
- 追加公演・振替公演は赤色で表記。